# Khyber Pakhtunkhwa
Caiber Paquetuncuá, ou Khyber Pakhtunkhwa, — antigamente, Província da Fronteira Noroeste - (North-West Frontier Province, em inglês; شمال مغربی سرحدی صوبہ, em urdu) é a menor das quatro províncias em que se subdivide o Paquistão. Faz fronteira com o Afeganistão a oeste e ao norte, com os Guilguite-Baltistão e a Caxemira a nordeste e a leste, com o Território Federal das Áreas Tribais a oeste, e com o Panjabe e o Território da Capital Islamabade ao sul e a leste. Sua capital é a cidade de Pexauar.
A população de Caiber Paquetuncuá é de 19 343 242 habitantes (2003), distribuídos numa área de 74 521 quilômetros quadrados. A província é habitada principalmente por pastós, muitos dos quais se referem ao local como Pakhtunkhwa ("terra dos pastós", em língua pastó). De fato, em abril de 2010 o nome da província foi oficialmente alterado para o pastó خیبر پښتو‌نخوا, transliterado em inglês como Khyber Pakhtunkhwa.

## Distritos
| - Abbottabad - Bannu - Batagram - Buner - charsadda - Chitral - Dera Ismail Khan - Hangu | - Haripur - Queraque - Kohat - Coistão - Lakki Marwat - Dir Lower - Malakand - Mansehra | - Mardã - Nowshera - Pexauar - Shangla - Swabi - Suate - Tank - Alto Dir |